# Nhôm oxide
Nhôm oxide hay nhôm oxide, còn gọi là alumina (bắt nguồn từ từ tiếng Pháp alumine /alymin/), là một hợp chất hóa học của nhôm và oxy với công thức hóa học Al2O3. Nó còn được biết đến với tên gọi alumina trong cộng đồng các ngành khai khoáng, gốm sứ, và khoa học vật liệu. Nó có hệ số giãn nở nhiệt 0.063 (đơn vị ?), nhiệt độ nóng chảy cao 2054°C.
Nhôm oxide là thành phần chính của quặng boxide, loại quặng chủ yếu chứa nhôm. Trong công nghiệp, boxide được tinh luyện thành Nhôm oxide thông qua công nghệ Bayer và sau đó được chuyển thành nhôm kim loại theo công nghệ Hall-Heroult.
Quặng boxide là Al2O3 không tinh khiết có chứa các sắt oxide (III) (Fe2O3) và silic dioxide (SiO2). Nó được làm tinh khiết nhờ công nghệ Bayer: Al2O3 + 3 H2O + 2 NaOH --(nhiệt)--> 2NaAl(OH)4. Sắt(II,III) oxide Fe2O3 không hòa tan trong dung dịch kiềm. Silic dioxide SiO2 bị hòa tan thành silicat Si(OH)6−6. Trong quá trình lọc, Fe2O3 bị loại bỏ. Bổ sung thêm acid thì thành nhôm hydroxide (Al(OH)3) kết tủa. Silicat vẫn còn trong dung dịch. Sau đó, Al(OH)3 --(nhiệt)--> Al2O3 + 3 H2O. Al2O3 ở đây là alumina.
Các loại đá quý như hồng ngọc và saphir chủ yếu là nhôm oxide, màu của chúng là do các tạp chất gây ra.
Nhôm oxide là lớp bảo vệ cho nhôm kim loại chống lại tác động ăn mòn của không khí. Nhôm kim loại là một chất hoạt động hóa học mạnh với oxy trong không khí và nó nhanh chóng tạo ra một lớp mỏng Nhôm oxide trên bề mặt. Lớp Nhôm oxide này rất vững chắc, không cho không khí thẩm thấu qua và nhôm không bị oxy hóa tiếp. Độ dày và các thuộc tính của lớp oxide này có thể được tăng cường bằng quá trình gọi là anode hóa. Một loạt các hợp kim, chẳng hạn như đồng thau-nhôm, khai thác thuộc tính này bằng cách cho thêm một lượng nhỏ nhôm vào hợp kim của đồng và thiếc để tăng tính chống ăn mòn.
Nhôm oxide là một chất cách nhiệt và cách điện tốt. Trong dạng tinh thể, nó được gọi là corundum (Số CAS là 1302-74-5 và có độ cứng cao (theo thang độ cứng Mohs đạt tới 9) làm cho nó thích hợp để sử dụng như là vật liệu mài mòn và như là thành phần của các thiết bị cắt.
Nhôm oxide dạng bột thường được sử dụng như là phương tiện cho ghi sắc kế.
Tháng 8 năm 2004, các nhà khoa học tại Hoa Kỳ làm việc cho 3M đã phát triển một kỹ thuật để tạo ra hợp kim của alumina và các nguyên tố đất hiếm để sản xuất thủy tinh gọi là alumina trong suốt.
Nhôm oxide được đưa vào danh sách hóa chất của EPA năm 1988.

## Tính bền
Ion Al3+ có điện tích lớn (+3) và bán kính ion nhỏ (0,048 nm) bằng 1/2 bán kính ion Na+ hoặc 2/3 bán kính ion Mg2+ nên lực hút giữa ion Al3+ và ion O2- rất mạnh, tạo ra liên kết rất bền vững. Do cấu trúc này mà Al2O3 có nhiệt độ nóng chảy rất cao (2050 độ C) và khó bị khử thành kim loại Al.

## Ứng dụng

### Trong vật liệu gốm
Nhôm oxide là một thành phần của vật liệu gốm alumina thuộc nhóm lưỡng tính. Chất này có thể nằm trong các nguồn như: cao lanh, đất sét, felspat, alumina vôi hóa, alumina ngậm nước.
Do alumina có nhiệt độ nóng chảy cao, vật liệu gốm sứ alumina vẫn giữ được 90% độ bền ở 1100 °C và được dùng để chế tạo các chi tiết cần có tính chịu nhiệt. Vật liệu gốm sứ alumina nung có thể cứng hơn wolfram carbide hay zircon và có tính chống mài mòn cực tốt do đó được dùng để chế tạo các chi tiết nghiền, dụng cụ & dao cắt, ổ bạc làm việc ở nhiệt độ cao và rất nhiều chi tiết cơ khí khác. Alumina là yếu tố quan trọng thứ hai sau silica (silic dioxide). Cùng với silica và các oxide trợ chảy, alumina ngăn chặn sự kết tinh (nhờ đó tạo thành thủy tinh – men ổn định).
Alumina là yếu tố chính làm tăng độ bền cho men: tăng độ bền kéo, giảm độ giãn nở nhiệt, tăng độ cứng và tăng khả năng chống ăn mòn hóa học. Thêm alumina nói chung làm tăng nhiệt độ nóng chảy của men; tuy nhiên, trong một số công thức có chứa soda-vôi (natri hydroxide- calci hydroxide, thêm một lượng nhỏ alumina lại làm giảm nhiệt độ nóng chảy. Tăng hàm lượng Al2O3 làm men "cứng" hơn, bền & ổn định hơn trên khoảng nhiệt độ rộng hơn (tuy nhiên hàm lượng cao quá có thể dẫn đến "crawling", lỗ kim và bề mặt thô ráp). Thêm alumina vào ngăn chặn sự kết tinh và hóa mờ của men trong quá trình làm nguội. Ngược lại, thêm một lượng nhỏ CaO giúp giảm độ nhớt của men nóng chảy (nghĩa là men chảy lỏng hơn).
Alumina vôi hóa không sử dụng làm nguồn cung cấp Al2O3 cho men nhưng alumina ngậm nước nghiền thật mịn có thể cung cấp Al2O3 và cho mặt men mờ xỉn. Cao lanh, felspat, nephelin, syenit là những nguồn cung cấp tốt nhất, trong đó lý tưởng nhất là cao lanh do nó còn ảnh hưởng quan trọng đến sự tạo thành huyền phù, độ keo... Trong công thức men, nên sử dụng tối đa felspat và cao lanh làm nguồn cung cấp Al2O3 cho đến khi hàm lượng chất kiềm đạt tới mức giới hạn, sau đó bổ sung lượng alumina nếu cần bằng alumina ngậm nước.
Alumina là yếu tố khống chế độ chảy loãng của men nung (vì alumina giúp hình thành những mối liên kết chặt giữa oxide trợ chảy và silica), giữ không cho men chảy loãng và chảy khỏi bề mặt phủ men. Đây là lý do nó được gọi là "oxide trung gian".
Tỉ số silica trên alumina là chỉ số chính cho biết độ bóng mặt men. Khi không có bo, tỉ số silica trên alumina nhỏ hơn 5:1 thường cho mặt men khá mờ xỉn. Tỉ số lớn hơn 8:1 thường cho mặt men bóng nếu không có sự hiện diện của titani, kẽm, magnesi hay calci. Alumina ngậm nước có thể tạo bọt và làm đục men.
Alumina vôi hóa có thể được sử dụng trong thành phần đất sét thay cho đá lửa khi cần (làm thân nung cứng và trắng hơn) nhưng nó đắt hơn nhiều so với đá lửa.